# Антракозавры
Антракозавры (лат. Anthracosauria) — группа наиболее примитивных рептилиоморф.

## Особенности строения
Череп относительно высокий, иногда сжатый с боков. Сохраняется кинетизм черепа — как у кистепёрых рыб — подвижность между «щеками» и крышей черепа. Барабанной перепонки, видимо, нет, хотя существует вырезка по заднему краю щеки. Зубы обычно мощные, часто есть «клыки» на нёбе. Позвоночник эмболомерного типа. Тело удлинённое, хвост мощный, сжатый с боков. У некоторых описан «хвостовой плавник» из удлинённых супраневральных радиалий, как у рыб. Конечности у наземных форм короткие, но мощные, у водных форм — слабые. Обычно группу ограничивают 4—5 семействами, существовавшими с самого начала карбона до середины перми. Иногда «антракозаврами» называют всех рептилиоморф.